# یو کوان
کیم یو کوان (کره‌ای: 김유권؛ زادهٔ ۹ آوریل ۱۹۹۲) که با نام هنری یو کوان (کره‌ای: 유권؛ انگلیسی: U-Kwon) شناخته می‌شود، خواننده اهل کره جنوبی است. او یکی از اعضای گروه بلاک بی است.